# Tanacetum annuum
Tanacetum annuum (пижмо однорічне) — вид рослин з роду пижмо (Tanacetum) й родини айстрових (Asteraceae). Етимологія: лат. annuum — «однорічний».

## Опис рослини
Однорічна рослина з вертикальним 2–4(6) дм стеблом, запушеним, розгалуженим у верхній половині, з розлогими прямостійними або розбіжними гілками, часто перевищують первинну вісь. Листки розташовані як правило, в пазушних групах, запушені; нижні перисторозсічні, рідше 2-перисторозсічні. Квіткові голови жовті, невеликі (≈ 4 мм у діаметрі), у невеликих кінцевих щитках. Сім'янки 1.5–2 мм, з 8–10 ребрами. 2n = 18. Цвіте та плодоносить з вересня по грудень (лютий).

## Середовище проживання
Поширений у західному Середземномор'ї: Франція, Іспанія, Португалія, Марокко.